# Water from the Wells of Home
| Оценки критиков | Оценки критиков |
| Источник        | Оценка          |
| --------------- | --------------- |
| Allmusic        | [ 1 ]           |

Water from the Wells of Home — студийный альбом американского кантри-певца Джонни Кэша, изданный 10 октября 1988 года лейблом Mercury Records. 75-й альбом Кэша не занял высоких позиций в чартах, достигнув 48-го места в кантри-чарте; два сингла, «Ballad of a Teenage Queen» и «That Old Wheel», достигли 45-го и 21-го мест в Hot Country Songs соответственно.
В альбом вошли несколько совместных работ с другими исполнителями, в том числе песня «New Moon Over Jamaica» с Полом Маккартни. Среди других гостей — Уэйлон Дженнингс, Хэнк Уильямс-младший, Глен Кэмпбелл, Эммилу Харрис и члены семьи Розанна Кэш, Джон Картер Кэш, Джун Картер Кэш и члены семьи Картер. «Call Me the Breeze» — песня Джей Джей Кейла, которую ранее исполняли Lynyrd Skynyrd. «Ballad of a Teenage Queen» — новая запись песни, появившейся в альбоме Кэша «Sun era» Sings the Songs That Made Him Famous. Переиздание альбома в 2003 году содержало бонус-трек, в котором Джонни Кэш обсуждал различные песни альбома.

## история
В Allmusic написали, что К 1988 году ни Джонни Кэш, ни его лейбл Mercury не хотели иметь ничего общего друг с другом. Mercury просто не поддерживали Кэша, не позволяя ему браться за сложный материал, а Кэш, в свою очередь, не приносил хитов. Конечно, заставить его перезаписать такую классику, как «Ballad of a Teenage Queen», не было гарантией возвращения в чарты, но именно с этого начинается «Water from the Wells of Home». Дальше все становится гораздо лучше, поскольку Кэш исполняет самые разные песни — от «As Long as I Live» Роя Акуффа (с участием Эммилу Харрис) и «The Last of the Drifters» Тома Т. Холла до «Call Me the Breeze» Джей Джей Кейла и «New Moon Over Jamaica», которая была написана в соавторстве с Полом Маккартни, который также участвует в песне. На самом деле, альбом полон приглашённых гостей, среди которых Джун Картер, Глен Кэмпбелл, Джесси Колтер, the Everly Brothers, Уэйлон Дженнингс, Хэнк Уильямс-младший, Розанна Кэш и Джон Картер Кэш.

## Отзывы
Альбом получил умеренные отзывы музыкальной критики и интернет-изданий. Стивен Томас Эрлевайн из Allmusic написал, что «Для одного альбома слишком много выступлений — они могли бы привлечь внимание, чего Mercury и хотел, но они имеют тенденцию затмевать самого Кэша. Тем не менее, это интересный курьёз, а несколько композиций достаточно сильны, чтобы сделать альбом достойным прослушивания для хардкорных фанатов. Однако, скорее всего, они редко будут возвращаться к ней после первого прослушивания». Диск вошёл в чарт кантри-альбомов Billboard Top Country Albums на 48-м месте, а его сингл «That Old Wheel» и другие песни не поднялись выше 20-го места в Hot Country Songs.

## Список композиций
| №                   | Название                                                               | Автор(ы)                              | Дата записи         | Длительность |
| ------------------- | ---------------------------------------------------------------------- | ------------------------------------- | ------------------- | ------------ |
| 1.                  | «Ballad of a Teenage Queen» (с Rosanne Cash и The Everly Brothers)     | Jack Clement                          | 2 марта 1988        | 2:45         |
| 2.                  | «As Long as I Live» (с Эммилу Харрис)                                  | Roy Acuff                             | 7 марта 1988        | 2:58         |
| 3.                  | «Where Did We Go Right» (с June Carter Cash и The Carter Family)       | Dave Loggins Don Schlitz              | 10 декабря 1987     | 2:58         |
| 4.                  | «The Last of the Drifters» (с Tom T. Hall)                             | Tom T. Hall                           | ок. февраль 1988    | 3:17         |
| 5.                  | «Call Me the Breeze» (с John Carter Cash)                              | J. J. Cale                            | 11 декабря 1987     | 3:24         |
| 6.                  | «That Old Wheel» (с Хэнком Уильямсом-младшим)                          | Jennifer Pierce                       | 2 марта 1988        | 2:49         |
| 7.                  | «Sweeter Than the Flowers» (с Уэйлоном Дженнингсом)                    | Morry Burns Syd Nathan Ervin T. Rouse | 10 февраля 1988     | 2:56         |
| 8.                  | «A Croft in Clachan (The Ballad of Rob MacDunn)» (с Гленом Кэмпбеллом) | John R. Cash                          | 2 марта 1988        | 4:04         |
| 9.                  | «New Moon Over Jamaica» (с Полом Маккартни)                            | J. R. Cash Hall Paul McCartney        | апрель 1988         | 3:12         |
| 10.                 | «Water from the Wells of Home» (с John Carter Cash)                    | J. R. Cash                            | 10 декабрь 1987     | 2:58         |
| 11.                 | «Johnny Cash Interview» (бонусный трек)                                |                                       |                     | 5:47         |
| Общая длительность: | Общая длительность:                                                    | Общая длительность:                   | Общая длительность: | 31:21        |

## Чарты

### Альбом (еженедельные чарты)
| Чарт (1988)                        | Высшая позиция |
| ---------------------------------- | -------------- |
| США (Billboard Top Country Albums) | 48             |

### Синглы
| Год  | Сингл                       | Высшая позиция |
| Год  | Сингл                       | US Country     |
| ---- | --------------------------- | -------------- |
| 1988 | «That Old Wheel»            | 21             |
| 1988 | «Ballad of a Teenage Queen» | 45             |